# Невірний
Невірний (тур. Sadakatsiz) — турецький драматичний серіал 2020 року. В головних ролях — Джансу Дере, Джанер Джиндорук, Меліс Сезен.
Невірний — це адаптація британського серіалу «Доктор Фостер».

## Сюжет
Головна героїня — молода та чарівна жінка-лікар на ім'я Асія. У неї був стриманий характер, і багато людей в її оточенні дуже заздрили їй. Крім цього, Асія звикла бути спокійною в будь-якій ситуації і такою якістю завжди захоплювалися її колеги. Жінка звикла завжди тримати ситуацію під повним контролем. Асія має чоловіка Волкана, вона його дуже любить і пишається тим, що доля подарувала їй такого чоловіка. Адже він не лише надійний чоловік, а ще й чудовий батько. Ніхто не міг і передбачити, що у цій щасливій сім'ї зненацька з'являться серйозні проблеми.
Всі неприємності почалися з того моменту, як Асія випадково виявила пасмо чужого жіночого волосся на шарфі свого чоловіка. І тоді в її серці відразу ж оселилася підозра, вона починає вважати, що Волкан їй зраджує. До цього випадку, Асія ніколи не сумнівалася у вірності свого коханого чоловіка, але тепер думати про найгірше з'явилися підстави. Вона вирішує не приймати поспішних рішень і вирішила стежити за Волканом. У неї на душі посилилися сумніви і потрібно було хоч якось їх розвіяти. Асія починає замислюватися над тим, як їй вчинити далі, якщо все це виявиться правдою.
Адже якщо чоловік постійно зраджує їй з іншою жінкою, вона не зможе спокійно дивитися йому в очі. Тоді Асії доведеться прийняти дуже складне рішення. Або ж вона пробачить зрадника або подасть на розлучення і назавжди викреслить зі свого життя цю людину. Асія розуміє, що вона дуже любить Волкана і разом з ним вони прожили щасливі роки. Але як можна пробачити таку зраду, якщо вона справді є? Асії доводиться переживати дуже складні душевні страждання, але вона навіть не підозрює, які випробування її чекають попереду.

## Актори та ролі
| Актор               | Український дубляж             | Роль                |
| ------------------- | ------------------------------ | ------------------- |
| Джансу Дере         | Наталя Романько-Кисельова      | Асія Арслан-Їлмаз   |
| Джанер Джиндорук    | Володимир Терещук              | Волкан Арслан       |
| Меліс Сезен         | Анна Павленко                  | Дерін Гючлю         |
| Озге Оздер          | Лідія Муращенко                | Дер'я Саманлі       |
| Гьозде Седа Алтунер | Олена Узлюк                    | Гьонюль Гючлю       |
| Назлі Булум         | Вікторія Бакун                 | Ніль Тетік Дагджі   |
| Тарік Емір Текін    | Андрій Соболєв                 | Сельчук Дагджі      |
| Алп Акар            | Кирило Сузанський              | Алі Арслан          |
| Мелтем Байток       | Ольга Радчук                   | Джавідан            |
| Зеррін Нісанчі      | Наталя Денисенко Юлія Перенчук | Невін               |
| Доган Джан Сарикайя | Євген Сардаков                 | Демір Гючлю         |
| Беркай Атеш         | Роман Чорний                   | Арас Атешоглу       |
| Бурак Серген        | Олексій Череватенко            | Халюк Гючлю         |
| Йеліз Куванджи      | Аліса Гур'єва                  | Бахар Ергенер       |
| Алі Іл              | Юрій Кудрявець                 | Меліх Ергенер       |
| Кенан Едже          | Дмитро Терещук                 | Турґай Гунгор       |
| Ерен Вурдем         | Дмитро Завадський              | Мерт Гелік          |
| Меліса Денгель      | Вікторія Москаленко            | Хіджран у молодості |

А також: Ярослав Чорненький, Євген Пашин, Максим Кондратюк, Олег Лепенець, Олесь Гімбаржевський, Михайло Кришталь, Павло Скороходько, Андрій Альохін, Михайло Тишин, Дмитро Нежельський, Олександр Погребняк, Денис Жупник, Олександр Солодкий, Дмитро Рассказов-Тварковський, Сергій Могилевський, Євген та Марина Локтіонови, Ірина Дорошенко, Тетяна Антонова, Лариса Руснак, Катерина Брайковська, Аліна Проценко, Катерина Буцька, Анастасія Жарнікова-Зіновенко.
Українською мовою серіал дубльовано студією «1+1» у 2023 році.

## Сезони
| Сезон          | Епізоди | Оригінальний показ | Оригінальний показ | Оригінальний показ |
| Сезон          | Епізоди | Перший показ       | Останній показ     | Мережа             |
| -------------- | ------- | ------------------ | ------------------ | ------------------ |
| Сезон 1 (2020) | 31      | 7 жовтня 2020      | 2 червня 2021      | Kanal D            |
| Сезон 2 (2021) | 29      | 29 вересня 2021    | 25 травня 2022     | Kanal D            |

## Трансляція в Україні
- Вперше серіал транслювався з 27 березня по 7 липня 2023 року на телеканалі 1+1 Україна, у будні о 17:10 по дві серії.
- Вдруге серіал транслювався з 8 січня по 15 березня 2024 року на телеканалі Бігуді, у будні о 19:00 та 20:00 по три серії.
- Втретє серіал транслювався з 9 грудня 2024 по 23 березня 2025 року на телеканалі Бігуді, у будні о 16:00 по дві серії та у вихідні о 11:00 по п'ять серій.

## Рейтинги серій
| Сезон 1 (2020)     | Сезон 1 (2020)  | Сезон 1 (2020) | Сезон 1 (2020) | Сезон 2 (2021) | Сезон 2 (2021)  | Сезон 2 (2021) | Сезон 2 (2021) |
| Серія              | Рейтинг (TOTAL) | Рейтинг (AB)   | Рейтинг (ABC1) | Серія          | Рейтинг (TOTAL) | Рейтинг (AB)   | Рейтинг (ABC1) |
| ------------------ | --------------- | -------------- | -------------- | -------------- | --------------- | -------------- | -------------- |
| 1.                 | 6.02            | 7.13           | 7.12           | 32.            | 8.73            | 9.76           | 9.11           |
| 2.                 | 6.85            | 8.49           | 9.30           | 33.            | 7.20            | 6.79           | 7.74           |
| 3.                 | 8.04            | 10.12          | 10.06          | 34.            | 7.48            | 8.01           | 8.28           |
| 4.                 | 7.38            | 10.02          | 10.00          | 35.            | 7.11            | 7.36           | 7.65           |
| 5.                 | 9.28            | 11.85          | 11.89          | 36.            | 6.59            | 6.70           | 7.09           |
| 6.                 | 10.08           | 11.58          | 12.08          | 37.            | 7.33            | 7.61           | 8.13           |
| 7.                 | 10.65           | 10.91          | 11.99          | 38.            | 7.48            | 7.88           | 8.45           |
| 8.                 | 9.69            | 11.72          | 11.82          | 39.            | 7.78            | 7.76           | 7.99           |
| 9.                 | 11.11           | 12.38          | 13.30          | 40.            | 7.51            | 6.67           | 7.62           |
| 10.                | 11.05           | 11.89          | 12.72          | 41.            | 8.18            | 7.58           | 8.70           |
| 11.                | 10.73           | 11.32          | 12.33          | 42.            | 7.80            | 8.14           | 8.70           |
| 12.                | 11.03           | 12.39          | 13.13          | 43.            | 6.92            | 7.22           | 7.17           |
| 13.                | 11.82           | 12.78          | 13.87          | 44.            | 7.15            | 7.30           | 7.65           |
| 14.                | 11.24           | 12.17          | 12.68          | 45.            | 7.90            | 7.81           | 8.46           |
| 15.                | 10.10           | 10.00          | 10.38          | 46.            | 6.43            | 6.50           | 6.97           |
| 16.                | 11.05           | 11.95          | 11.91          | 47.            | 6.72            | 6.08           | 6.59           |
| 17.                | 11.35           | 12.70          | 12.5.          | 48.            | 6.45            | 7.34           | 6.90           |
| 18.                | 11.25           | 12.23          | 13.12          | 49.            | 6.44            | 6.60           | 6.86           |
| 19.                | 10.80           | 11.20          | 11.51          | 50.            | 5.83            | 5.11           | 5.95           |
| 20.                | 10.69           | 11.24          | 12.24          | 51.            | 5.29            | 4.95           | 5.63           |
| 21.                | 9.12            | 9.17           | 10.34          | 52.            | 6.27            | 5.43           | 5.86           |
| 22.                | 10.35           | 12.10          | 11.51          | 53.            | 6.40            | 5.53           | 6.06           |
| 23.                | 10.64           | 11.03          | 11.39          | 54.            | 5.72            | 5.41           | 5.65           |
| 24.                | 10.32           | 10.67          | 11.03          | 55.            | 6.06            | 5.80           | 5.93           |
| 25.                | 10.09           | 10.90          | 10.96          | 56.            | 5.77            | 5.29           | 5.20           |
| 26.                | 10.23           | 11.84          | 11.70          | 57.            | 5.04            | 4.62           | 4.81           |
| 27.                | 9.53            | 9.53           | 10.71          | 58.            | 5.23            | 5.49           | 5.39           |
| 28.                | 8.68            | 9.51           | 9.76           | 59.            | 5.68            | 5.88           | 5.86           |
| 29.                | 9.50            | 10.75          | 10.63          | 60. (фінал)    | 5.85            | 6.14           | 6.31           |
| 30.                | 8.66            | 10.48          | 10.33          | 60. (фінал)    | 5.85            | 6.14           | 6.31           |
| 31. (фінал сезону) | 8.07            | 8.90           | 8.72           | 60. (фінал)    | 5.85            | 6.14           | 6.31           |

## Нагороди
Серіал був номінований на сім нагород на премії 47. Премія «Золотий метелик».
| Рік      | премія                        | Категорія            | Номінант                                              | Результат |
| -------- | ----------------------------- | -------------------- | ----------------------------------------------------- | --------- |
| 2021 рік | 47 Нагорода «Золотий метелик» | Найкращий серіал     | Невірний (Kanal D)                                    | Номінація |
| 2021 рік | 47 Нагорода «Золотий метелик» | Найкраща актриса     | Джансу Дере — Невірний (Kanal D)                      | Номінація |
| 2021 рік | 47 Нагорода «Золотий метелик» | Найкращий актор      | Джанер Джиндорук — Невірний (Kanal D)                 | Номінація |
| 2021 рік | 47 Нагорода «Золотий метелик» | Кращий режисер       | Несліхан Єсілюрт — Невірний (Kanal D)                 | Номінація |
| 2021 рік | 47 Нагорода «Золотий метелик» | Найкращий сценарій   | Кемаль Хамамджоглу, Діляра Памук — Невірний (Kanal D) | Номінація |
| 2021 рік | 47 Нагорода «Золотий метелик» | Найкраща музика      | Джем Огет — Невірний (Kanal D)                        | Номінація |
| 2021 рік | 47 Нагорода «Золотий метелик» | Кращий дитячий актор | Алп Акар — Невірний (Kanal D)                         | Номінація |
| 2022 рік | 48 Нагорода «Золотий метелик» | Найкращий серіал     | Невірний                                              | Номінація |
| 2022 рік | 48 Нагорода «Золотий метелик» | Найкраща акторка     | Джансу Дере                                           | Номінація |

## Інші версії
| №  | Рік  | Країна          | Українська назва         | Оригінальна назва                    | Кількість | Кількість | В головних ролях                                                    | Компанія                              | Канал                |
| №  | Рік  | Країна          | Українська назва         | Оригінальна назва                    | сезонів   | серій     | В головних ролях                                                    | Компанія                              | Канал                |
| -- | ---- | --------------- | ------------------------ | ------------------------------------ | --------- | --------- | ------------------------------------------------------------------- | ------------------------------------- | -------------------- |
| 1  | 2015 | Велика Британія | Доктор Фостер            | Doctor Foster                        | 2         | 10        | Сюранна Джоунс, Берті Карвел, Джоді Комер                           | Drama Republic                        | BBC                  |
| 2  | 2019 | Франція         | Невірний                 | Infidèle                             | 2         | 12        | Клер Кейм, Жонатан Заккаї, Клое Жуанне                              | Storia Télévision, BBC Studios France | TF1                  |
| 3  | 2019 | Росія           | Скажи правду             | Скажи правду                         | 1         | 8         | Ісакова Вікторія Євгенівна, Павло Трубинер, Шиловська Аглая Іллівна | Star Media                            | Russia-1             |
| 4  | 2019 | Індія           | З кохання                | Out of Love                          | 1         | 10        | Расіка Дугал, Пураб Колі                                            | BBC Studios India, Hotstar Specials   | Disney+ Hotstar      |
| 5  | 2020 | Південна Корея  | Світ подружньої пари     | 부부의 세계 The World of the Married | 1         | 16        | Кім Хі-е, Пак Хе Джун,                                              | JTBC Studios                          | JTBC                 |
| 6  | 2022 | Філіппіни       | Порушена шлюбна обітниця | The Broken Marriage Vow              | 2         | 107       | Джоді Сантамарія, Занджо Марудо, Сью Рамірес                        | Dreamscape Entertainment              | Kapamilya Channel    |
| 7  | 2022 | Індонезія       | -                        | Mendua                               | 1         | 8         | Адінія Вірасті, Чікко Джерихо, Тетяна Сафіра                        | Screenplay Films                      | Disney+ Hotstar      |
| 8  | 2023 | Німеччина       | -                        | Ein Schritt zum Abgrund              | 1         | 4         | Петра Шмідт-Шаллер, Йоганн фон Бюлов, Валері Губер, Анна Лоос       | ITV Studios Germany                   | ARD                  |
| 9  | 2023 | Японія          | -                        | Fufu ga Kowareru Toki                | 1         | 13        | Хісасі Йосідзава, Ідзумі Інаморі, Міо Юкі                           |                                       | Nippon TV            |
| 10 | 2023 | Ліван           | Зрадник                  | Al Kha'en                            | 1         | 60        | Сулафа Мемар, Марам Алі, Квайс Шейх Наджиб, Халед Шбат              | Middle East Broadcasting Center       | -                    |
| 11 | 2023 | Таїланд         | Зрада                    | The Betrayal                         | 1         | 16        | Енн Тонгпрасом, Ананда Еверінгем, Патриція Танчанок Гуд             | Juvenile Company Limited              | Channel 3 (Thailand) |
| 12 | 2024 | Словаччина      | Зрада                    | The Betrayal                         | 1         | 10        | Клара Іссова, Мілан Ондрік, Крістіна Сіскова                        | Film Kolektiv                         | Markíza              |